# Banje Selo (Czarnogóra)
Banje Selo (cyr. Бање Село) – wieś w Czarnogórze, w gminie Bijelo Polje. W 2011 roku liczyła 268 mieszkańców.